# Pedicularia stylasteris
Pedicularia stylasteris is een slakkensoort uit de familie van de Pediculariidae. De wetenschappelijke naam van de soort is voor het eerst geldig gepubliceerd in 1903 door Hedley.